# Crise humanitária
Crise humanitária  é uma situação de emergência, em que a vida de um grande número de pessoas se encontra ameaçada e na qual  recursos extraordinários de ajuda humanitária são necessários para evitar uma catástrofe ou pelo menos limitar as suas consequências.
Crises  humanitárias geralmente caracterizam-se pela privação de alimentação, abrigo, riscos à saúde, à segurança ou ao bem-estar de uma comunidade ou de um grande grupo de pessoas, em uma área quase sempre extensa. Conflitos armadas (guerras entre países ou guerras civis), epidemias,  crise alimentar (decorrente de secas ou pragas) ou desastres naturais (terremotos, inundações, tsunamis) podem levar a crises humanitárias.
No continente americano, alguns países são especialmente vulneráveis e suscetíveis à ocorrência de crises humanitárias, destacando-se o Haiti, sobretudo após o terremoto de 2010, e a Colômbia, que tem cerca de três milhões de refugiados internos, para uma população total de 42 milhões.
Diversas ONGs e organizações multilaterais ligadas aos Estados se ocupam do atendimento a populações atingidas por crises humanitárias. No entanto, além da insuficiência de recursos, conflitos de interesses políticos dificultam uma ação mais eficiente.
Nos últimos dez anos do século XX, houve um aumento da ocorrência de crises humanitárias, com milhares de  vítimas de guerras civis, limpezas étnicas ou genocídios, notadamente na África, Ásia, Europa e América Latina.[carece de fontes?] Após o fim  da Guerra Fria e do bipolarismo, intensificaram-se os conflitos  regionais e nacionais.[carece de fontes?] Segundo  Rufin, no período da Guerra Fria, tanto os Estados Unidos como a União Soviética mantinham um certo controle sobre as suas áreas de influência, impedindo que conflitos locais ou regionais extrapolassem certos limites. Com o fim da Guerra Fria, explodiram as guerras civis e os conflitos étnicos, nos quais a limpeza étnica, através de assassinatos em massa, estupro sistemático de mulheres e a destruição dos bens das minorias perseguidas, passaram a ser uma constante.[carece de fontes?]